# 見ル野栄司
見ル野 栄司（みるの えいじ、1971年（昭和46年）10月13日 - ）は、日本の漫画家、漫画原作者。静岡県島田市出身。世界スピンポン協会初代会長。

## 略歴
静岡県立金谷高等学校、日本工学院専門学校メカトロニクス科を卒業。半導体製造装置やアミューズメントゲーム機などの設計開発の会社に10年勤務。就職と同時に漫画の持ち込みを始める。
そんな中『ウンナンのホントコ！』の漫画家スカウトコーナー「ホントコ・トキワ荘」のオーディションを受け、100倍の難関をくぐり抜けテレビ出演。番組では最下位になりすぐに首になったもの、打ち上げに来ていた小学館の編集者から声がかかり、2000年「東京ソレノイド」（月刊IKKI）で漫画家デビューを果たす。
主な作品に、理工系ものづくりの人々の姿を描きベストセラーになったコミックエッセイ「シブすぎ技術に男泣き！」、インコ姿の漫画編集者を描いたシュールギャグ「敏腕編集！インコさん」、技能五輪を目指す技術職の若者の情熱を描いた「ロッカク」などがある。
現在は、各地の工場・研究所などを訪問するルポ漫画『秘密結社プレイメーソン』（週刊プレイボーイ）を連載中。元エンジニアという経歴を活かし、さまざまな企業のPR漫画の制作も行う。また、『グッドファザーボード』『デスクリエイト』『異世界町工場無双』（全て講談社）では原作を手がける他、活躍の幅を広げている。
名字の見ル野は本名。

## 人物
超高速で回転するスピンポンラケットでピンポン球を打ち合う新たなスポーツ「スピンポン」を世に広めるために活動し、世界スピンポン協会初代会長を務める（会員は0名）。

## 著作

### 書籍
- 『スナック鳥男 見ル野栄司短編集』コアマガジン　2005年12月17日発売　ISBN 978-4-87734-927-1
- 『東京フローチャート』全2巻　小学館

1. 2006年10月26日発売　ISBN 978-4-09-188343-8
2. 2009年3月30日発売  ISBN 978-4-09-188458-9

- 『超家族+1』ぶんか社、2007年1月10日発売 ISBN 978-4-8211-8391-3
- 『鳥男VSスクール侍　スナック鳥男セレクション』コアマガジン　2007年11月24日発売　ISBN 978-4-86252-221-4
- 『シブすぎ技術に男泣き!』全3巻　中経出版

1. 2010年1月20日発売  ISBN 978-4-8061-3604-0
2. 2010年9月17日発売  ISBN 978-4-8061-3834-1
3. 2011年9月22日発売  ISBN 978-4-8061-4179-2

- 『敏腕編集!インコさん』徳間書店 2010年2月13日発売  ISBN 978-4-19-950162-3
- 『工場虫　「ものづくり日本」を支える町工場の男たち　シブすぎ技術に男泣き! 番外編』中経出版　2010年5月19日　ISBN 978-4-8061-3713-9
- 『なわばりちゃんお攻めなさい！』メディアファクトリー　2010年7月18日発売 ISBN 978-4-8401-3471-2
- 『ロッカク』全3巻　アスキー・メディアワークス(出版) 角川グループパブリッシング(発売)

1. 2011年9月14日発売 ISBN 978-4-04-870910-1
2. 2012年2月15日発売  ISBN 978-4-04-886447-3
3. 2012年10月15日発売  ISBN 978-4-04-891094-1

- 『宇宙工場』PHP研究所　2011年11月22日発売　ISBN 978-4-569-80066-0
- 『東京スカイツリーに男泣き!』大和書房、2012年5月17日発売  ISBN 978-4-479-39227-9
- 『〈有〉シブすぎ技術製作所　映画メカ勝手に開発部』メディアファクトリー　2013年3月1日発売 ISBN 978-4-8401-5115-3
- 『シブすぎ!男の人生哀歌　涙無線タクシー』ぶんか社　2013年9月5日発売  ISBN 978-4-8211-7461-4
- 『伝説のシブすぎエンジニアに男泣き!』中経出版　2013年8月28日発売  ISBN 978-4-8061-4871-5
- 『傭兵エンジニア　シブスギ＝SHIBUSUGI　THE MERCENARY ENGINEER』KADOKAWA 2013年11月発売  ISBN 978-4-04-600072-9
- 『現場王』KADOKAWA 2015年1月23日発売  ISBN 978-4-04-600525-0

### 原作のみ
- 『グッドファザーボード』全3巻　講談社　作画：大竹玲二
  1. 2021年9月08日発売、ISBN 978-4-06-524756-3
  2. 2021年12月20日発売、ISBN 978-4-06-526163-7
  3. 2022年3月18日発売、ISBN 978-4-06-527112-4

- 『デスクリエイト』全3巻　講談社　作画：夏元雅人
  1. 2023年9月20日発売、ISBN 978-4-06-533075-3
  2. 2024年2月20日発売、ISBN 978-4-06-534664-8
  3. 2024年8月20日発売、ISBN 978-4-06-535610-4

- 『異世界町工場無双』既刊3巻　講談社　作画：アビディ井上
  1. 2024年9月20日発売、ISBN 978-4-06-536793-3
  2. 2025年1月22日発売、ISBN 978-4-06-538086-4
  3. 2025年5月22日発売、ISBN 978-4-06-539372-7

### 電子書籍
『秘密結社プレイメーソン』集英社
1. 2022年9月16日発売
2. 2022年10月19日発売
3. 2022年11月17日発売

### 共著
- 『ぷち本当にあった愉快な話　激コワ!!恐怖体験SP （スペシャル）』竹書房　2014年7月8日発売　ISBN 978-4-8124-8644-3

DVD
- ギャグ漫画家大喜利バトル！！
- 「よるひる映研傑作選 DVDブック」（青林工藝舎　2012年）

### コミックス未収録作品
- 防衛省広報誌『MAMOR』（扶桑社）2011年8月号 - 工場見学の特集で、川崎重工のヘリコプター工場を訪問（5ページ）

寄稿
- 「さらい屋五葉」トリビュートイラスト（月刊IKKI　2010年）
- 「タケカワユキヒデ　マネージャー物語」（JETナカムラ著　2016年）

## メディア・イベント出演
- 「ギャグ漫画家大喜利バトル」第1回〜第3回（2008年〜2010年）
- 「マンガ家大喜利」（ニコニコ動画　2009年2月3日放送）
- 「ガジェット通信ビアガーデン」（2009年6月7日）
- 「ロフトプラスワン大喜利大会VOL1 KING OF 大喜利」（2009年9月9日）
- 「オリエンタルラジオのマンガの日」（よしもとオンライン　2010年2月5日）
- 「シブすぎ技術に男泣きナイト！～職人！技術屋！エンジニア！な工場虫の夜」（2010年5月）
- 工場漫画家トークライブ「とろける技術に男泣き！」（2010年9月）
- DVD発売記念 古泉智浩よるのひるね映画研究会傑作選大上映会！（2012年4月19日）
- TBSラジオ「工具大好き」ゲスト（2023年4月1日放送）
- 見ル野ポンダッシュ

1. 「登山漫画家（なかむらみつのり）vsポーカー漫画家（ピョコタン）」
2. 「町中華漫画家（なかむらみつのり）VSつけ麺イラストレーター（川崎タカオ）」
3. 「ヤンマガ系漫画家（なかむらみつのり）VSガロ系漫画家」

- 「プロレスラー兼町工場社長がモノづくりについて語る！！」（コミックDAYSチャンネル　2024年9月）

映画出演
「O星人来襲」（古泉智浩監督）（2013年）